# Anatolij Tymoščuk
Anatolij Oleksandrovyč Tymoščuk (ukrajinsky Анатолій Олександрович Тимощук, * 30. března 1979 Luck) je ukrajinský fotbalový trenér a bývalý profesionální fotbalista, který působí jako asistent trenéra ruského klubu FK Zenit Sankt-Petěrburg.
Hrával na pozici defenzivního záložníka či stopera; svoji hráčskou kariéru ukončil v roce 2016, a to v dresu kazašského klubu FK Kajrat Almaty. Mezi lety 2000 a 2016 odehrál také 144 zápasů v dresu ukrajinské reprezentace, ve kterých vstřelil 4 branky. Byl také dlouhodobým kapitánem národního týmu.
V letech 2002, 2006 a 2007 získal na Ukrajině ocenění „Fotbalista roku“. Je fotbalistou s nejvíce odehranými zápasy za reprezentační A-mužstvo Ukrajiny. Toto prvenství mu bylo odebráno v březnu 2022. Novým rekordmanem se stal Andrij Ševčenko s 111 starty.
Dne 11. března 2022 odebrala Ukrajinská fotbalová asociace Tymoščukovi jeho (ukrajinskou) trenérskou licenci a veškeré státní ocenění i tituly, protože odmítl veřejně odsoudit ruskou invazi na Ukrajinu a odstoupit z pozice asistenta trenéra ruského Zenitu Petrohrad.

## Klubová kariéra

### Zenit Petrohrad
Se Zenitem vyhrál Pohár UEFA 2007/08 (výhra 2:0 ve finále nad skotským Rangers FC) a následně i Superpohár UEFA 2008 (výhra 2:1 nad Manchesterem United).

### Bayern Mnichov
8. prosince 2009 vstřelil jeden ze čtyř gólů Bayernu v základní skupině A Ligy mistrů 2009/10 proti domácímu italskému Juventusu, německý klub skončil s 10 body na druhé příčce a postoupil do osmifinále.
V ročníku 2011/12 se probojoval s Bayernem do finále DFB-Pokalu proti Borussii Dortmund, v něm ale Bayern podlehl soupeři 2:5.
S klubem slavil v sezóně 2012/13 zisk ligového titulu již 6 kol před koncem soutěže, ve 28. kole německé Bundesligy a také vítězství v Lize mistrů 2012/13 po výhře 2:1 nad Borussií Dortmund ve finále ve Wembley. Do finálového duelu však nezasáhl. Ve finále DFB-Pokalu 1. června 2013 porazil Bayern VfB Stuttgart 3:2 a získal tak treble (tzn. vyhrál dvě hlavní domácí soutěže plus titul v Lize mistrů resp. PMEZ) jako sedmý evropský klub v historii. Tymoščuk šel na hřiště v 83. minutě.

### Zenit Petrohrad (návrat)
Po veleúspěšné sezóně 2012/13 se vrátil do Zenitu Petrohrad, přestože měl nabídky z dalších klubů. Přišel jako volný hráč, podepsal dvouletou smlouvu platnou od 1. července 2013.

## Reprezentační kariéra
V A-mužstvu Ukrajiny debutoval 26. dubna 2000 v přátelském utkání proti domácímu Bulharsku. Do střetnutí nastoupil v základní sestavě a hrál do 61. minuty, pak byl střídán. Ukrajina zvítězila 1:0.

### EURO 2012
Zúčastnil se domácího Mistrovství Evropy ve fotbale 2012, které Ukrajina spolupořádala s Polskem. Odehrál na turnaji všechny tři zápasy svého týmu, postupně 11. června výhra 2:1 nad Švédskem, 15. června prohra 0:2 s Francií a 19. června porážka 0:1 s Anglií. Ukrajinské mužstvo skončilo se třemi body na nepostupové třetí příčce základní skupiny D.

### EURO 2016
Trenér Mychajlo Fomenko jej zařadil do závěrečné 23členné nominace na EURO 2016 ve Francii.

### Reprezentační góly
Góly Anatolije Tymoščuka za A-tým Ukrajiny
| Gól | Datum       | Stadion                         | Soupeř     | Skóre | Výsledek | Soutěž          |
| --- | ----------- | ------------------------------- | ---------- | ----- | -------- | --------------- |
| 01. | 17. 4. 2002 | Stadion Dynama, Kyjev, Ukrajina | Gruzie     | 1:1   | 2:1      | Přátelský zápas |
| 02. | 8. 10. 2010 | Stadion Dynama, Kyjev, Ukrajina | Kanada     | 2:2   | 2:2      | Přátelský zápas |
| 03. | 1. 6. 2011  | Stadion Dynama, Kyjev, Ukrajina | Uzbekistán | 1:0   | 2:0      | Přátelský zápas |
| 04. | 6. 6. 2011  | Donbas Arena, Doněck, Ukrajina  | Francie    | 1:4   | 1:4      | Přátelský zápas |